# Odostelma
Odostelma je nekadašnji rod iz porodice Passifloraceae, sinonim je za rod Passiflora L.
U njega su uključivane vrste: 
- Odostelma adulterina (L.f.) Raf. = Passiflora adulterina L.f.
- Odostelma peduncularis(Cav.) Raf.
- Odostelma pedunculata Raf. = Passiflora peduncularis Cav.